# هوما عابدين
هوما محمود عابدين (بالإنجليزية: Huma Mahmood Abedin ؛ وبالأردوية: هوما محمود عابدين)؛ (ولدت في 1976) هي نائبة رئيس الموظفين لوزيرة الخارجية الأمريكية هيلاري كلينتون ومساعدة لها. خدمت رئيسة الموظفين المتنقلة والمساعدة الشخصية لكلينتون خلال حملتها للفوز بترشيح الحزب الديمقراطي لانتخابات الرئاسة الأمريكية 2008.

## بداية حياتها
ولدت هوما عابدين في كالامازو، ميشيغان. انتقلت عائلتها إلى جدة في السعودية عندما كان عمرها سنتان وكان كلا والداها مدرسان: ولد أبوها سيد زينول عابدين في الهند البريطانية في 1928 وتخرج من جامعة عليكرة الإسلامية وحاز لاحقا على الدكتوراه من جامعة بنسلفانيا وتوفي في 1993. وتحصلت والدتها الباكستانية صالحة محمود عابدين على الدكتوراه من جامعة بنسلفانيا أيضا وهي حاليا أستاذة مشاركة في علم الاجتماع في جامعة دار الحكمة في جدة. وهي أول كلية للبنات في السعودية شاركت عابدين في تأسيسها وتشغل فيها حاليا منصب نائبة العميدة. رجعت هوما عابدين للولايات المتحدة للدراسة لما بلغ سنها الـ18 ربيعا في جامعة جورج واشنطن.

## المسيرة المهنية
خلال فترة الطفولة والمراهقة، تلقت هوما تعليمها في مدارس دولية في السعودية، قبل أن تعود إلى أمريكا في سن 18 عاماً، لتدرس الصحافة في جامعة واشنطن، وفي عام 1996 تقدمت هوما بطلب للتدريب العملي داخل قسم الصحافة في البيت الأبيض، حيث التقت بسيدة أمريكا الأولى آنذاك هيلاري كلينتون، وتوطدت العلاقات بينهما هناك، وبالأخص بعد قصة العلاقة الجنسية التي جمعت بين بيل كلينتون، واحدى زميلاتها في التدريب مونيكا لوينسكي، وهي الحادثة التي ظهرت فيها هوما أكثر ولاءً لهيلاري وبقيت تعمل نائبة رئيس الموظفين لوزيرة الخارجية كلينتون في مبنى وزارة الخارجية الأمريكية  
كانت عابدين من كبار مستشاري حملة هيلاري كلنتون الترشيحية للانتخابات الرئاسية الأمريكية 2008.في 2010، تم وضع هوما عابدين في لائحة «40 تحت الـ40» لمجلة تايم التي تضم لائحة بـ«جيل جديد من القادة المدنيين» و«نجوم صاعدة في السياسة الأمريكية». خلال احتفال قبل زفاف عابدين بأنتوني وينر، قالت كلينتون في خطاب: «لدي بنت واحدة فقط. لكن لو كان لدي بنت ثانية لكانت هوما».

## الجدل حول العلاقة مع الإخوان المسلمين
بعث في 2012 أعضاء الكونغرس ميشيل باكمان وترينت فرانكس ولوي غومرت وتوم روني ولين وستمورلند رسالة لنائب المفتش العام في وزارة الخارجية هارولد دبليو غيزل يطلبون فيها القيام بتحقيق حول تأثير أي شخص ذي علاقة بالإخوان المسلمين في سياسة وزارة الخارجية ومستشهدين بدراسة لمركز سياسة الأمن، الذي هو مؤيد رئيسي لنظريات المؤامرة حول الإخوان المسلمين، تقول بأن عابدين «لديها ثلاثة أفراد من العائلة -أبوها وأمها وأخوها- ذو صلة بعملاء من الإخوان المسلمين و/أو منظماتها». دافع أعضاء مجلس الشيوخ جون ماكين ولينزي غراهام وسكوت براون ومستشار الحملات الانتخابية إد رولينز عن عابدين ضد هذه الادعاءات. قال جون ماكين أن «هذه الادعاءات حول هوما والتقرير الذي استقيت منه لا تعدو كونها هجوما لا مبرر ولا أساس له على امرأة شريفة وأمريكية متفانية وموظفة عمومية مخلصة... لا يعرض الرسالة والتقرير أي مثال واحد من عمل أو قرار أو منصب عام أخذته هما عند تواجدها بوزارة الخارجية يمكن أن يضفي نوعا من المصداقية للتهمة التي مفادها أنها تروج لأنشطة مضادة للولايات المتحدة داخل حكومتنا... ليس لهذه الهجومات على هوما أي منطق وأي أساس وأي مستوجب، ويجب أن تتوقف الآن.»
أخبر رئيس مجلس النواب جون بَينر المراسلين: «لا أعرف هوما. لكن ما أعرفه عنها أن لديها شخصية واثقة، وأظن أن ادعاءات مثل هذه تُرمى في الأنحاء خطيرة جدا.» وُضعت عائلة عابدين تحت حماية الشرطة عندما ونتيجة للجدل هددهم شخص من نيو جيرسي (وهو نفسه مسلم).
دافع الرئيس الأمريكي باراك أوباما في 11 أغسطس 2012 عن هوما عابدين خلال حفل الإفطار الرمضاني السنوي في البيت الأبيض حيث قال أن: «أمريكا تعتني بمسلمات من طالبات ومعلمات ومحاميات ومقاولات ومجندات، وكذلك بعضوات في الإدارة بينهن هوما عابدين التي عملت من دون كلل في البيت الأبيض ومجلس الشيوخ ووزارة الخارجية، حيث نفذت عملاً استثنائياً في تمثيل أمريكا والقيم الديموقراطية». وأشار إلى أن الوزيرة كلينتون «تعتمد على مهارة عابدين، لذا تستحق امتنان الشعب الأمريكي، ونعتبرها مثال ما نريده في هذا البلد، وهو ازدياد الموظفين الحكوميين الذين يملكون إحساساً باللياقة والكياسة. من هنا اشكرها نيابة عن جميع الأمريكيين».

## الحياة الشخصية
عابدين مسلمة سنية غير ملتزمة وتتحدث الإنجليزية والأردوية والعربية. في عام 2010، تزوجت هوما عابدين، بالسياسي الأمريكي أنتوني وينر، يهودي الديانة، وعضو في الحزب الديمقراطي، ترأس الرئيس السابق بيل كلينتون الزفاف الذي وقع في قلعة أوهيكا في هنتنغتون، نيويورك في لونغ آيلند. في يونيو 2011، أصبحت عابدين موضع اهتمام وسائل الاعلام على نطاق واسع وسط فضيحة زوجها حول صورة في تويتر. قال وينر في المؤتمر الصحفي الذي اعترف فيه بالمحادثات الجنسية على الإنترنت أنه كشف علاقاته على الإنترنت لزوجته قبل زواجهما. فيما يخص التكشفات الجديدة، قال وينر:«كانت حزينة جدا وخاب أملها. وأخبرتني أيضا أنها تحبني وأننا سنتخطى هذا.» وخلال ست سنوات من الزواج، لم تتوقف الفضائح الجنسية لوينر؛ إذ شهدت سنوات زواجه بهوما ثلاث فضائح جنسية، ففي 2011 استقال وينر من عضويته بالكونغرس بعدما تكشّف إرساله صوراً فاضحة له إلى فتيات عبر مواقع التواصل الاجتماعي.
وبعد شهور قليلة من عودة وينر للسياسة، وترشحه لرئاسة ولاية نيويورك، في عام 2013، تكشف إرساله صور فاضحة له لامرأة تبلغ من العمر 22 عاماً؛ مما ساعد على فشله في الحملة الانتخابية، ومع ذلك استمرت هوما معه، ومع ابنهما «زين» الذي وُلد في ديسمبر من عام 2011، وقالت هوما في مؤتمر صحافي عقب الفضيحة الجنسية الثانية لزوجها «ما أريد أن أقوله هو أنني أحبه وسامحته وأثق به، وقلت منذ البداية أننا مستمران معاً».
وفي شهر أوت، جاءت الفضيحة الجنسية الثالثة لوينر، عندما تكشّف إرساله صورة فاضحة له وابنه نائماً بالقرب منه، العام الماضي، إلى امرأة مطلقة عمرها 40 عاماً، الأمر الذي لم تتحمله هوما هذه المرة مُعلنة الانفصال عنه، في مؤتمر صحافي قالت فيه «بعد تفكير طويل وشاق، اتخذت قراراً بالانفصال عن زوجي.. لا نزال، أنا وزوجي، قادرين على القيام بالأفضل لابننا، الذي يضيء حياتنا خلال هذا الوقت العصيب. أطلب من الجميع احترام خصوصيتنا».
لها ولد يدعى جوردن زين وينر ولد في 21 ديسمبر 2011.

## الحملة الانتخابية 2016
في حملة هيلاري كلينتون هذه، لم يكن أي دور رسمي أو وظيفي لهوما عابدين، بعد ان توقفت عن العمل في خدمة كلينتون، الا ان اسمها واسم زوجها ظهر بشكل كبير في خلفية التحقيق حول قضية تسرب الرسائل الالكترونية للمرشحة كلينتون، اذ ان التحقيق في قضية زوجها ادت إلى وضع يد مكتب التحقيقات الفدرالية على حاسوبها، مما شكل سبب لفحص وجود معلومات سرية أخرى تتبع لقضية الرسائل المسربة، الامر الي فتح ملف التحقيق في هذه القضية ضد كلينتون رغم اغلاقها مسبقًا،  وجاء هذا التحقيق في وقت قريب من الانتخابات الرئاسية الأمريكية مما شكل ضربة قاسية لحملة المرشحة كلينتون، انتهت هذه التحقيقات دون أي نتيجة واعلن لاحقًا عن عدم وجود مخالفات ضد كلينتون بناء على فحص حاسوب عابدين.

## الجوائز والتقدير
- «40 تحت الـ40»، تايم، 2010

## وصلات خارجية
- هوما عابدين على موقع IMDb (الإنجليزية)
- هوما عابدين على موقع إن إن دي بي (الإنجليزية)
- هوما عابدين على موقع قاعدة بيانات الفيلم (الإنجليزية)